# Nekropolen von Tarent

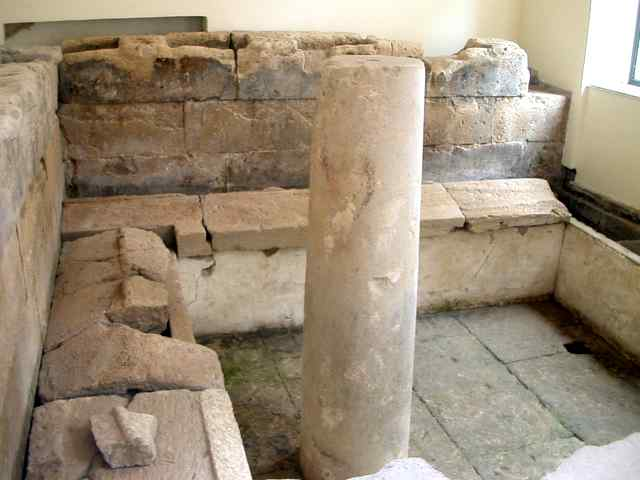
Athletengrab in via Crispi (Tarent)

Die Nekropolen, die in ganz Tarent entdeckt wurden, lieferten den Archäologen eine Vielzahl von Auskünften über Gesellschaft, Kultur, Kunst und Arbeit der antiken Völker in der griechisch-römischen Zeit.

## Beschreibung
Die wiedergefundenen Reste zeugen von einem ausgeprägten Totenkult: die Verstorbenen wurden entweder in fetaler Position begraben, oder auch eingeäschert und die Asche in Urnen aufbewahrt. Im Grabinnern wurde den Verstorbenen eine sogenannte Grabaussteuer (Geräte, Speisen, Juwelen) mitgegeben, die normalerweise ans tägliche Leben des Individuums gebunden waren; man wollte so das Haus des Verstorbenen nachahmen. (Grabausstattungen sind im Archäologischen Nationalmuseum zu besichtigen)
In den Nekropolen von Tarent können verschiedene Grabtypen unterschieden werden:
- "Kammergräber" und "Halbkammergäber", die zur einfachen Auffindung an Straßenkreuzungen zu finden sind und von aristokratischen Familien verwendet wurden;
- "Felsengräber", die mit einem Felsblock verschlossen waren und von Plebejerfamilien benutzt wurden.

Die 160 Grabmäler sind an sieben verschiedenen Standorten zu finden:
- "Nekropole" in Via Marche,
- "Kammergräber" in Via Umbria 136 und 162 aus dem 4. Jahrhundert v. Chr., Eingang von Via Sardegna: es handelt sich hierbei um zwei nebeneinanderstehende Kammergräber, die für dieselbe Familie bestimmt waren. Beide Grabmäler betritt man von Osten von oben durch einen stufenartigen Dromos. Die Kline, die durch verschiedene Querbalken gestützt wird, befindet sich in beiden Kammern an der Frontwand. Die Wände der zwei Zellen sind zum Teil in den Felsen gehauen und zum Teil aus rechteckigen Blocken gebaut, auf der ein Mäander in Rot und Hellblau gemalt ist.
- "Kammergrab" in Via Polibio 75 aus dem 4. Jahrhundert v. Chr., zugänglich durch einen Seiteneingang in Via Pio XII.: ein neunstufiger Dromos mit verputzten Wänden führt durch eine dorische Tür (im Ursprung wahrscheinlich zweiflügelig) in ein langes rechteckiges Vestibül, wo vier nebeneinanderstehende Grabzellen zu finden sind.
- "Halbkammergrab" in Via Alto Adige: Dieses rechteckige Grubengrab im Felsen aus dem 4. Jahrhundert v. Chr., besteht außer dem unteren Teil der Wände, in Bodennähe, aus  verputzten Wänden: so kann man annehmen, dass die Bodenbedeckung eine erhöhte und mit verderblichen Materialien gewesen sein muss. Die malerische Wandverzierung beschränkt sich auf einen ununterbrochenen roten Streifen am oberen Rand.
- "Hypogäum Genoviva" in Via Polibio 55: die Grabkammer, die zum Teil aus der Bank herausgearbeitet ist, kann durch ein kleines Vestibül betreten werden. Bearbeitet ist die Grabkammer oben mit einem Rahmen, der nicht erhalten ist. An der Frontwand oberhalb des roten Sockels und eines hellblauen Streifens erkennt man deutlich die Spuren einer Verzierung aus Girlanden und Bändern. An den Seitenwänden sind zwei Klinen erhalten.
- "Athletengrab" mit sieben Sarkophagen: in der Scuola Media G. Mazzini in Via Francesco Crispi 2 befindet sich eine für lange Zeit als Abstellkammer verwendete kleine viereckige Grabkammer. In der Mitte dieser Grabkammer befindet sich eine belastbare dorische Säule aus archaischer Zeit, die die Aufgabe hatte, die schwere Decke, die während des Baus des darüberliegenden Hauses entfernt worden ist, zu stützen. An jeder Seite ruhten die ordentlich verteilten Verstorbenen in marmornen Sarkophagen, die mit doppelten abfallenden Deckungen bedeckt waren. Das Grab aus dem 6. – 5. Jahrhundert v. Chr. war ursprünglich eine unterirdische Kammer und beherbergte wahrscheinlich verletzte Athleten einer griechischen Zunft.[1]